# Torneo de Limoges 2022
El Open de Limoges 2022 fue un torneo de tenis profesional jugado en canchas duras bajo techo. Fue la 15.ª edición del torneo y formó parte de los Torneos WTA 125s en 2022. Se llevó a cabo en Limoges, Francia, entre el 12 de diciembre al 17 de diciembre de 2022.

## Cabezas de serie

### Individuales
| Tenista           | Ranking | Preclasificada |
| Shuai Zhang       | 24      | 1              |
| Alizé Cornet      | 36      | 2              |
| Ana Bogdan        | 48      | 3              |
| Anhelina Kalinina | 53      | 4              |
| Lucia Bronzetti   | 58      | 5              |
| Tatjana Maria     | 70      | 6              |
| Marta Kostyuk     | 71      | 7              |
| Tamara Korpatsch  | 74      | 8              |

- Ranking del 5 de diciembre de 2022

### Dobles
| Tenista                            | Ranking | Preclasificada |
| Natela Dzalamidze Alexandra Panova | 120     | 1              |
| Alicia Barnett Olivia Nicholls     | 123     | 2              |

## Campeonas

### Individuales femeninos
Anhelina Kalinina venció a  Clara Tauson por 6–3, 5–7, 6–4

### Dobles femenino
Oksana Kalashnikova /  Marta Kostyuk vencieron a  Alicia Barnett /  Olivia Nicholls por 7–5, 6–1